# 聂赵阳
聂赵阳，男，汉族。曾用名十年樱花雪、莫非凡。1984年1月出生。工商管理专业，管理学学士。80后校园作家，“小小说80后作家五虎将”之一。大中华ceo网站长，大中华ceo堂堂主，世纪天骄营销策划机构创始人，奇境网站长，当代非著名营销模式的实践与创新专家和企业商业活动策划专家。现多写时评。

## 流传作品
《胭脂巷》《似水流年》《乡野俗人系列》《少年》《匪夷所思的羊羔》《人间无伤》《囚鸟》《芽生》《小虫》《生涯》《景阳虎和武松不得不说的故事》《镜花水月》及《无极新篇》等。

## 服务过的公司
- 快消企业：蒙牛、统一、王老吉、金龙鱼、汇源、可口可乐、雀巢、李宁等。
- 家电企业：美的、九阳、步步高等。
- 其他实体：鸡公山酒业、香米贡酒业、深度国际公馆、保定东大太阳能、保定电谷科技公司等企业。